# Banque Centrale de Tunisie

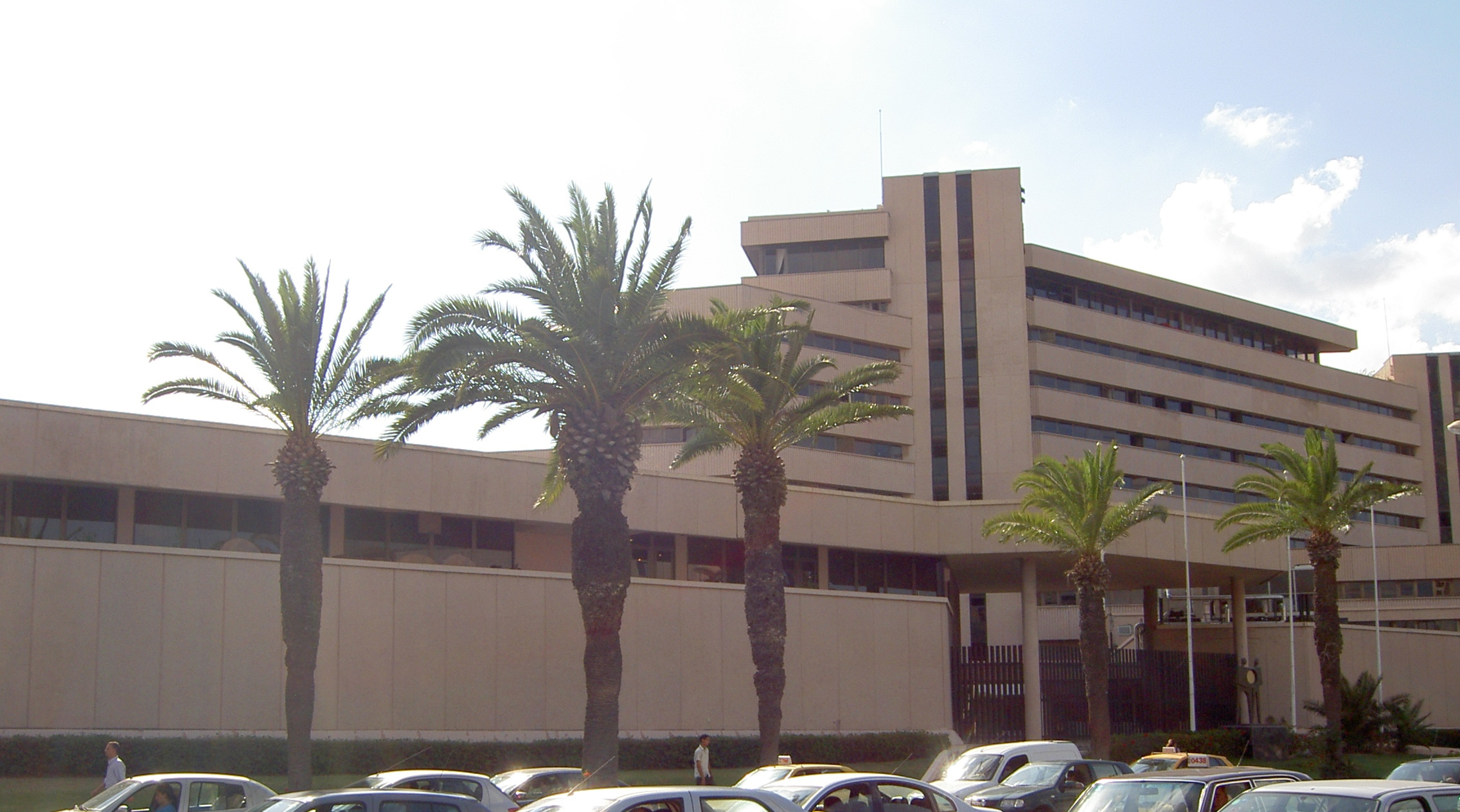
Sitz der Zentralbank in Tunis

Die Banque Centrale de Tunisie (arabisch البنك المركزي التونسي, DMG al-Bank al-markazī at-tūnisī) ist die Zentralbank Tunesiens. Die Bank liegt in Tunis, ihr Gouverneur ist Marouane El Abassi.

## Geschichte
Die Tunesische Zentralbank wurde zwei Jahre nach der Unabhängigkeit des Staates gegründet. Am 19. September 1958 wurde das Gesetz Nr. 58–90 über die Errichtung und Organisation der BCT in Kraft gesetzt. Am 18. Oktober wiederum wurde das Gesetz Nr. 58–109 über die Einführung des Tunesischen Dinar und Ersetzung des Tunesischen Francs in Kraft gesetzt. Die beiden Gesetze waren ab dem 3. November wirksam.
Heute hat die BCT zwölf Tochterbanken.